# Italský národní statistický institut
Italský národní statistický institut (italsky: Istituto Nazionale di Statistica; Istat) je hlavním producentem oficiálních statistik v Itálii. Mezi jeho činnosti patří sčítání lidu, ekonomické sčítání a řada sociálních, ekonomických a environmentálních průzkumů a analýz. Istat je zdaleka největším producentem statistických informací v Itálii a je aktivním členem Evropského statistického systému koordinovaného Eurostatem.
Jeho publikace jsou vydávány pod licencí Creative Commons „Attribution“ (CC BY).

## Historie
Italský národní statistický institut (ISTAT) byl založen v souladu s vyhláškou č. 1162 vydanou dne 9. července 1926 jako Ústřední statistický ústav (Istituto Centrale di Statistica) za účelem nahrazení divize obecné statistiky ministerstva zemědělství (nyní známého jako Ministero delle politiche agricole alimentari, forestali e del turismo). Řízení instituce, která byla podřízena hlavě státu, bylo svěřena Corradovi Ginimu.